# Dirranbandi
Dirranbandi – miasto w Australii, w stanie Queensland.